# Yomi
Yomi (黄泉?   "País de las Tinieblas" o "Mundo de las Tinieblas", también escrito como Omi.) es el nombre del inframundo sintoísta, y también es la palabra genérica que los japoneses o chinos usan para referirse al mundo de los muertos en general.

## Origen
El sonido yomi (ヨミ) es de origen japonés, pero con la llegada al país de los caracteres chinos, se empezó a escribir como yomi (黄泉). Los sinogramas «黄泉» que representan la pronunciación del japonés Yomi o Yomo, en chino significan fuentes amarillas subterráneas, una denominación del mundo de ultratumba habitual en China. Por esto mismo, «黄泉» pasó a usarse para referirse al mundo subterráneo, el inframundo.
En la antigua China se creía que bajo tierra es dónde existía el mundo de los muertos, se usaba la palabra huángquán (黄泉) para referirse a dicho lugar. Bajo la teoría de los Cinco Elementos, el sinograma 黄 se usaba para representar la tierra, de ahí a que se usara 黄泉 para expresar bajo tierra, más que para referirse al mundo del más allá. Con los años es cuando empezó a tomar el significado del inframundo. En la actualidad, en el chino ya se volvió una palabra genérica para referirse al mundo de los muertos.
En el Kojiki esta palabra aparece escrita como Yomi no Kuni o Yomotsukuni (黄泉國 "País de las Tinieblas").
Arai Hakuseki propone que en realidad se trata de una derivación errónea de Yama (sánscrito: यम) que es el nombre sánscrito de la divinidad budista del infierno.

## En el Kojiki
Yomi (o el País de las Tinieblas) es descrito como el lugar donde van los muertos. Su entrada o salida es la cuesta de Yomotsuhira, situada en la frontera entre el más acá y el más allá. Cuando la diosa Izanami murió, el dios Izanagi partió en su busca al País de las Tinieblas. Pero Izanami ya se había convertido en habitante del mundo de los muertos, por haber comido en dicho mundo. Cuando Izanagi entró al palacio de Yomi y vio el cuerpo putrefacto que rezumaba gusanos y despedía truenos de su esposa, tuvo mucho miedo y huyó.
Avergonzada por que él la haya visto así, Izanami ordenó a las furias del País de las Tinieblas que lo persiguieran. Y como todos los seres tenebrosos del inframundo no dejaban de perseguirlo, al llegar a la cuesta de Yomotsuhira, Izanagi tomó tres melocotones que había por allí y se los lanzó. El ejército del mundo de los muertos se retiró y huyó. Ante dicho logro, Izanagi concendió a los melocotones el nombre Augusto Ōkamuzumi (gran fruto divino). El uso de los melocotones para ahuyentar a los malos espíritus era una práctica habitual en la antigua China.
Finalmente, la misma diosa Izanami es quien se puso a perseguir a su esposo Izanagi. Y al ver que ella se le acercaba, colocó una enorme roca que sólo podían mover mil hombres en medio de la cuesta de Yomotsuhira. Así la entrada al País de las Tinieblas quedó tapada. Aquí es cuando los dos dioses, uno a cada lado de la roca que recibió el nombre divino Chigaeshi no Ōkami, intercambiaron las palabras de disolución del vínculo matrimonial:
¡Mi amado esposo! Si tú me haces esto, yo me encargaré de acabar cada día con mil personas del mundo de los vivos.
¡Mi amada esposa! Si tú me haces esto, yo me encargaré de construir cada día mil quinientas cabañas de parto.
Fue así cómo por cada mil personas que mueren a diario, nacen el mismo día mil quinientas más.
Por este mismo suceso a Izanami también se le llama Diosa Yomotsu.

## En el Nihongi
En la mayor parte de este texto, Yomi es descrito igual que en el Kojiki. Pero a diferencia de este último texto, en el cual se dice que Izanami fue enterrada en el país de Izumo, en el quinto volumen del Nihon Shoki se menciona que el lugar de la sepultura de ella está en la aldea de Arima de Kumano en el país de Ki. Dando a entender que Yomi se encuentra en Kumano.

## En el Izumo Fudoki
En la sección sobre la aldea Uka ubicada en el Distrito Izumo, se tiene registro de una cueva llamada Cuesta de Yomi y Entrada de Yomi.
Actualmente, se teoriza que dicha caverna puede ser la Cueva de Inome, ubicada en Inomecho, en la ciudad de Izumo. En esta misma cueva, en el año 1948, se encontraron restos humanos y ajuares funerarios que datan desde el período Yayoi hasta el período Kofun.

## Mitología
Yomi también es asociado a menudo al País Firme de las Raíces (Ne no katasu en el Kojiki) o País de las Raíces (Ne no kuni en el Nihongi). Se cree que solo son distintas formas de referirse al mismo lugar subterráneo. Incluso en los mismos textos mitológicos, no se marca una clara diferencia entre ambos lugares de ultratumba.

## En la cultura popular
- El grupo de música Ronin's Dojo lanzó un disco llamado "The Sons of Yomi".
- La franquicia Yu-Gi-Oh! contiene cartas que hacen referencia al Yomi, especialmente en sus nombres originales.